# 明海北路站
明海北路站是浙江省宁波市建设中的一座地下城市轨道交通车站，属于宁波轨道交通7号线。车站计划于2026年底启用。

## 车站形制
明海北路站位于镇海区贵驷街道箭港河桥以东，镇海大道地下，沿镇海大道东西向布置。车站为地下二层岛式车站，长269.5米，宽18.3米，总建筑面积为14850平方米。

## 出口
明海北路站规划设置4个出口。